# 科林縣 (德克薩斯州)
科林縣（英語：Collin County）位美国德克萨斯州北部的一個縣，面積2,294平方公里。根据2020年美國人口普查，共有人口106萬4,465人。縣治麥金尼（McKinney）。該縣成立於1846年4月3日，縣政府成立於7月13日；縣名紀念《德克薩斯獨立宣言》簽署者之一科林·麥金尼。

## 教育
科林学院经营社区学院。